# Al-Mujadila

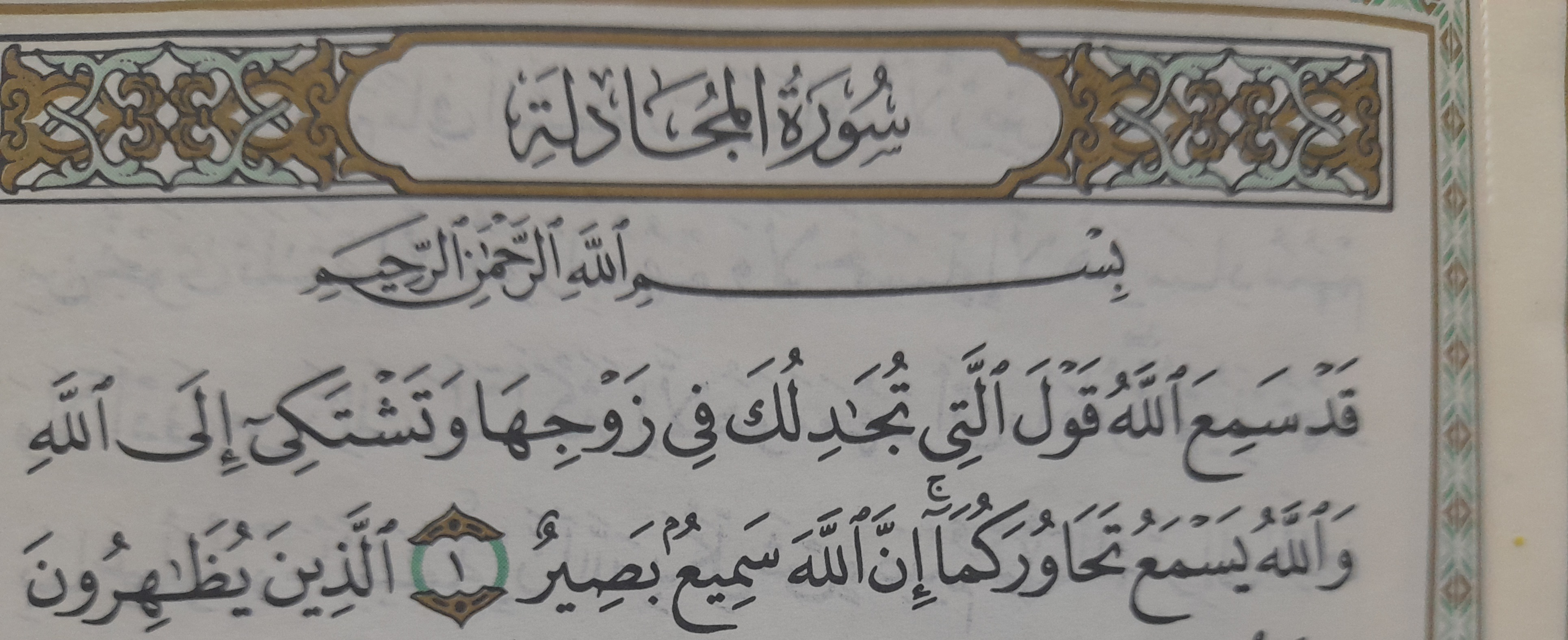
Första versen från sura al-Mujadila.

Al-Mujadila eller Al-Mudjādalah (arabiska: سورة المجادلة) ("Hon som vädjar") är den femtioåttonde suran i Koranen med 22 verser (ayah).